# Арњи (Север)
Арњи (фр. Hargnies) насеље је и општина у североисточној Француској у региону Север-Па д Кале, у департману Север која припада префектури Авне сир Елп.
По подацима из 2011. године у општини је живело 586 становника, а густина насељености је износила 114,01 становника/km². Општина се простире на површини од 5,14 km². Налази се на средњој надморској висини од 146 метара (максималној 162 m, а минималној 137 m).

## Демографија
| 1962. | 1968. | 1975. | 1982. | 1990. | 1999. | 2011. |
| ----- | ----- | ----- | ----- | ----- | ----- | ----- |
| 402   | 420   | 408   | 408   | 450   | 456   | 586   |

График промене броја становника у току последњих година